# ميس أي
ميس أيه (بالإنجليزية: Miss A)‏ هي فرقة موسيقية كورية صينية تشكلت في عام 2010 بواسطة جاي واي بي إنترتينمنت. جميع أعضائها من الإناث، ويبلغ عددهم أربع عضوات، وهن سوزي (مغنية) ولي مين يونغ الكوريتان ووانغ فاي فاي ومنغ جيا الصينيتان، تففكت في 23 ديسمبر من عام 2017 .

## العضوات
- فاي - مغنية

الاسم الحقيقي : وانغ فاي فاي
(왕페이페이/王霏霏)
تاريخ الميلاد :
الجنسية : صينية
مكان الميلاد : مدينة كولون، هونغ كونغ,  الصين
اللغات : الكانتونية، الماندراين الصينية، الكورية، الإنجليزية
معلومات عامة : ظهرت لأول مرة في برنامج "The More She Dances the Prettier She Is" على قناة China Zhejiang TV.
- مين - مغنية، مغنية راب، راقصة

الاسم الحقيقي : لي مين يونغ
(이민영\李敏英)
تاريخ الميلاد :
الجنسية : كورية
مكان الميلاد : سيول,  كوريا الجنوبية
اللغات : الإنجليزية، الكورية
معلومات عامة : كانت متدربة في جاي واي بي إنترتينمنت الترفيهية لمنذ ثمانية سنوات.
- سوزي (مغنية) - مغنية

الاسم الحقيقي : باي سو جي
(배수지/裴秀智)
تاريخ الميلاد :
الجنسية : كورية
مكان الميلاد : غوانغجو,  كوريا الجنوبية
اللغات : الكورية، الإنجليزية
معلومات عامة : ظهرت كممثلة رئيسية في الدراما الكورية الجنوبية حلم الشباب بدور كو هيو مي
- جيا - مغنية راب رئيسية، مغنية، راقصة

الاسم الحقيقي : منغ جيا
(멍지아\王霏霏)
تاريخ الميلاد :
الجنسية : صينية
مكان الميلاد : هونان,  الصين
اللغات : الماندراين الصينية، الكورية، الإنجليزية
معلومات عامة : شاركت في برنامج "The More She Dances the Prettier She Is" على قناة China Zhejiang TV.

## وصلات خارجية
- ميس أي على موقع ميوزك برينز (الإنجليزية)
- ميس أي على موقع أول ميوزيك (الإنجليزية)
- ميس أي على موقع ديسكوغز (الإنجليزية)

- الموقع الإلكتروني